# NGC 4563
NGC 4563 је спирална галаксија у сазвежђу Береникина коса која се налази на NGC листи објеката дубоког неба.
Деклинација објекта је + 26° 56' 30" а ректасцензија 12h 36m 12,6s. Привидна величина (магнитуда) објекта NGC 4563 износи 14,7 а фотографска магнитуда 15,5. NGC 4563 је још познат и под ознакама MCG 5-30-33, PGC 42030.